# Archibald Prize
Der Archibald Prize ist eine seit 1921 in Australien jährlich vergebene Auszeichnung, die von J. F. Archibald (1856–1919), dem Herausgeber des Wochenmagazins The Bulletin, gestiftet wurde.

## Hintergrund
Der Preis gilt als die wichtigste Auszeichnung im Bereich der Porträt-Malerei in Australien. Der Archibald Prize wird von der Art Gallery of New South Wales verwaltet und ist mit 100.000 AUD dotiert. Es sind nur Künstler zugelassen, die vor dem Einreichen eines Porträts „von einem Mann oder einer Frau bekannt aus Kunst, Literatur, Politik oder Wissenschaft“ für mindestens ein Jahr in Australien gelebt haben. Jedes Jahr werden ca. 700 Bilder eingereicht, von denen dann ungefähr 40 im Finale ausgehängt werden. Von jedem Künstler darf nur ein Werk jährlich eingereicht werden. In den Jahren 1964 und 1980 wurde der Preis nicht verliehen, da keine Porträts eingereicht wurden, die den Ansprüchen genügten. Neben dem Hauptpreis werden zusätzlich Auszeichnungen in den zwei Kategorien People's Choice Award (seit 1988) und Packing Room Prize (seit 1991) vergeben.

## Entwicklung
2021 feierte der Archibald Prize sein 100-jähriges Bestehen. Laut The Sydney Morning Herald zeigen die Gewinner-Porträts die Entwicklung der Kunst sowie der Gesellschaft. Erster Gewinner des Preises 1921 war William B. McInnes, der die Auszeichnung insgesamt siebenmal erhielt. Mit acht Auszeichnungen ist William Dargie der Rekordhalter. Als erste Frau gewann Nora Heysen, Tochter des deutschen Hans Heysen, 1938 den Preis. Mit damals 28 Jahren ist sie bis heute die jüngste Gewinnerin. Bis zum 100-jährigen Jubiläum 2021 waren insgesamt nur zehn Frauen unter den Ausgezeichneten.

## Preisträger und ihre Werke
- 1921: William B. McInnes – Desbrowe Annear
- 1922: William B. McInnes – Prof. Harrison Moore
- 1923: William B. McInnes – Portrait of a Lady
- 1924: William B. McInnes – Miss Collins
- 1925: John Longstaff – Maurice Moscovitch
- 1926: William B. McInnes – Miss Esther Patterson
- 1927: George Washington Lambert – Mrs. Murdoch
- 1928: John Longstaff – Dr. Alexander Leeper
- 1929: John Longstaff – The hon. William Arthur Holman, K.C.
- 1930: William B. McInnes – Drum-Major Harry McClelland
- 1931: John Longstaff – Sir John Sulman
- 1932: Ernest Buckmaster – Sir William Irvine
- 1933: Charles Wheeler – Ambrose Pratt
- 1934: Henry Aloysius Hanke – Self-Portrait
- 1935: John Longstaff – Andrew Barton Paterson
- 1936: William B. McInnes – Dr. Julian Smith
- 1937: Normand Baker – Self-Portrait
- 1938: Nora Heysen – Mme Elink Schuurman
- 1939: Max Meldrum – Hon. G. J. Bell, CMG, DSO
- 1940: Max Meldrum – Dr. J. Forbes McKenzie
- 1941: William Dargie – Sir James Elder
- 1942: William Dargie – Corporal Jim Gordon, VC
- 1943: William Dobell – Mr. Joshua Smith
- 1944: Joshua Smith – Hon. J. S. Rosevear, MP
- 1945: William Dargie – Lt.-General Edmund Herring
- 1946: William Dargie – L. C. Robson, MC, MA
- 1947: William Dargie – Sir Marcus Clarke
- 1948: William Dobell – Margaret Olley
- 1949: Arthur Murch – Bonar Dunlop
- 1950: William Dargie – Sir Leslie McConnan
- 1951: Ivor Hele – Laurie Thomas
- 1952: William Dargie – Mr. Essington Lewis, CH
- 1953: Ivor Hele – Sir Henry Simpson Newland
- 1954: Ivor Hele – Hon. Robert Menzies, PC, MP.
- 1955: Ivor Hele – Robert Campbell
- 1956: William Dargie – Mr. Albert Namatjira
- 1957: Ivor Hele – Self-Portrait
- 1958: William Pidgeon – Mr. Ray Walker
- 1959: William Dobell – Dr. Edward MacMahon
- 1960: Judy Cassab – Stanislaus Rapotec
- 1961: William Pidgeon – Rabbi Dr. Israel Porush
- 1962: Louis Kahan – Patrick White
- 1963: Jack Carrington Smith – Prof. James McAuley
- 1964: Nicht verliehen
- 1965: Clifton Pugh – R. A. Henderson, Esq.
- 1966: Jon Molvig – Charles Blackman
- 1967: Judy Cassab – Margo Lewers
- 1968: William Pidgeon – Lloyd Rees
- 1969: Ray Crooke – George Johnston
- 1970: Eric John Smith – Gruzman, architect
- 1971: Clifton Pugh – Sir John McEwan
- 1972: Clifton Pugh – Hon. E. G. Whitlarn
- 1973: Janet Dawson – Michael Boddy
- 1974: Sam Fulbrook – Jockey Norman Stephens
- 1975: Kevin Connor – Sir Frank Kitto, KBE
- 1976: Brett Whiteley – Self-Portrait in the Studio
- 1977: Kevin Connor – Robert Klippel
- 1978: Brett Whiteley – Art, life, and the other thing, Selbstporträt
- 1979: Wes Walters – Portrait of Philip Adams
- 1980: Nicht verliehen
- 1981: Eric John Smith – Rudy Common
- 1982: Eric John Smith – Peter Sculthorpe
- 1983: Nigel Thomson – Chandler Coventry
- 1984: Keith Looby – Max Gillies
- 1985: Guy Warren – Flugelman with Wingman
- 1986: Davida Allen – Dr. John Arthur McKelvie Shera
- 1987: William Robinson – Equestrian Self-Portrait
- 1988: Fred Cress – John Beard
- 1989: Bryan Westwood – Portrait of Elwyn Lynn
- 1990: Geoffrey Proud – Dorothy Hewitt
- 1991/92: Bryan Westwood – The Prime Minister
- 1993: Garry Shead – Tom Thompson
- 1994: Francis Giacco – Hommage to John Reichard
- 1995: William Robinson – Self-Portrait with stunnes mullet
- 1996: Wendy Sharpe – Self-Portrait as „Diana of Erskineville“
- 1997: Nigel Thomson – Barbara Blackman
- 1998: Lewis Miller – Portrait of Allan Mitelman
- 1999: Euan MacLeod – Head like a hole, Selbstporträt
- 2000: Adam Cullen – Portrait of David Wenham
- 2001: Nicholas Harding – John Bell as „King Lear“
- 2002: Cherry Hood – Simon Tedeschi, unplugged
- 2003: Geoffrey Dyer – Richard Flanagan
- 2004: Craig Ruddy – David Gulpilil, Two Worlds
- 2005: John Olsen – Self-Portrait, Janus-faced
- 2006: Marcus Wills – The Paul Juraszek Monolith
- 2007: John Beard – Janet Laurence
- 2008: Del Kathryn Barton – Self-Portrait
- 2009: Guy Maestri – Geoffrey Gurrumul Yunupingu
- 2010: Sam Leach – Tim Minchin
- 2011: Ben Quilty – Margaret Olley
- 2012: Tim Storrier – The historic wayfarer
- 2013: Del Kathryn Barton – Hugo
- 2014: Fiona Lowry – Penelope Seidler
- 2015: Nigel Milsom – The white bird (Judo House pt. 6)
- 2016: Louise Hearman – Barry
- 2017: Mitch Cairns – Agatha Gothe-Snape
- 2020: Vincent Namatjira (als erster indigener Künstler)[2] – Stand Strong for Who you are, Porträt des indigenen Footballspielers Adam Goodes
- 2021: Peter Wegner – Guy Warren at 100[3]
- 2022: Blak Douglas – Moby Dickens, Porträt der indigenen Künstlerin Karla Dickens[4]
- 2023: Julia Gutman – Head in the sky, feet on the ground, Porträt der musizierenden Montaigne[5]
- 2024: Laura Jones – Portrait of Tim Winton[6]
- 2025: Julie Fragar – Flagship Mother Multiverse[7]

## Gewinner-Porträts in der Hauptkategorie (Auswahl)

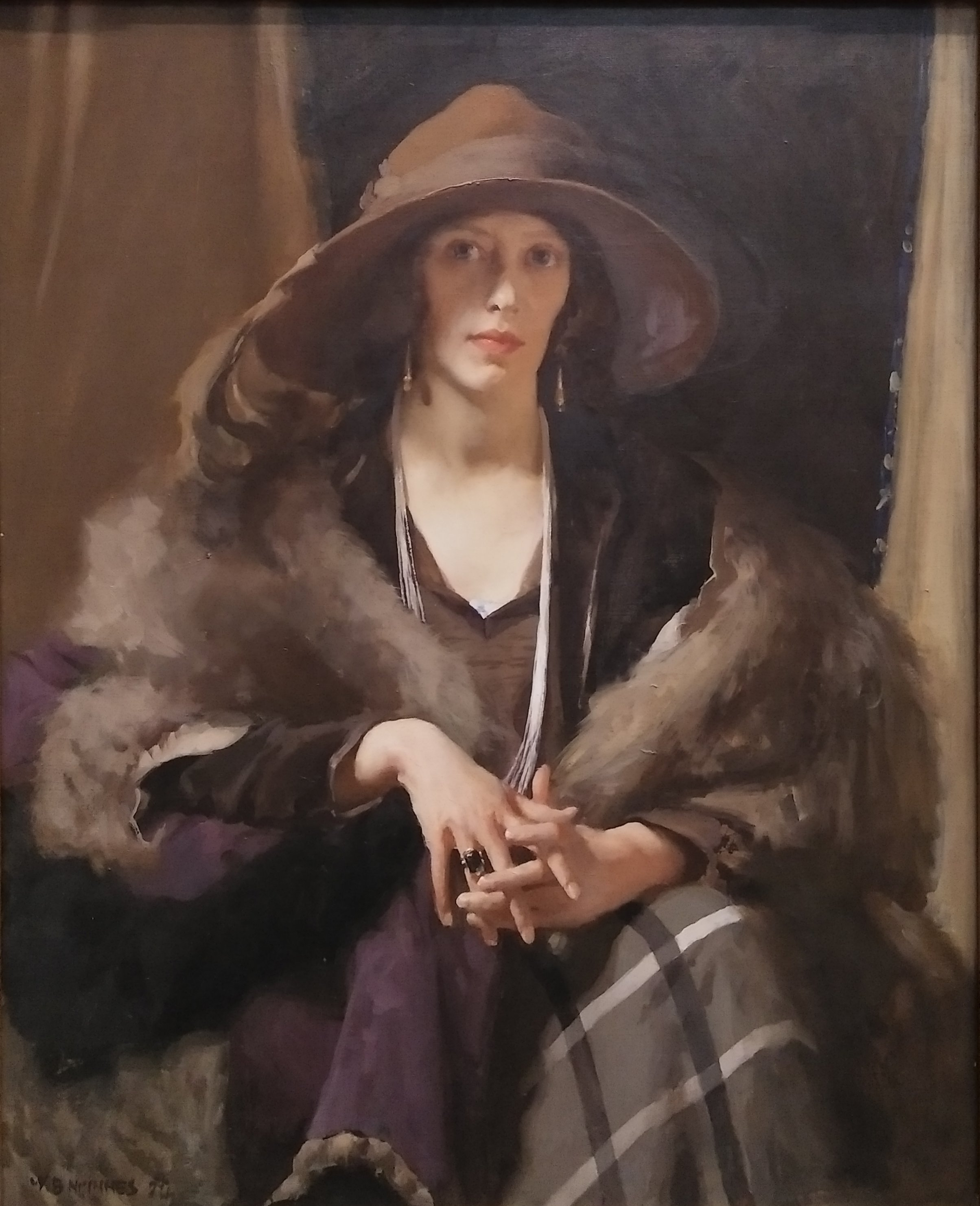
William Beckwith McInnes Porträt von Miss Collins, Gewinner 1924
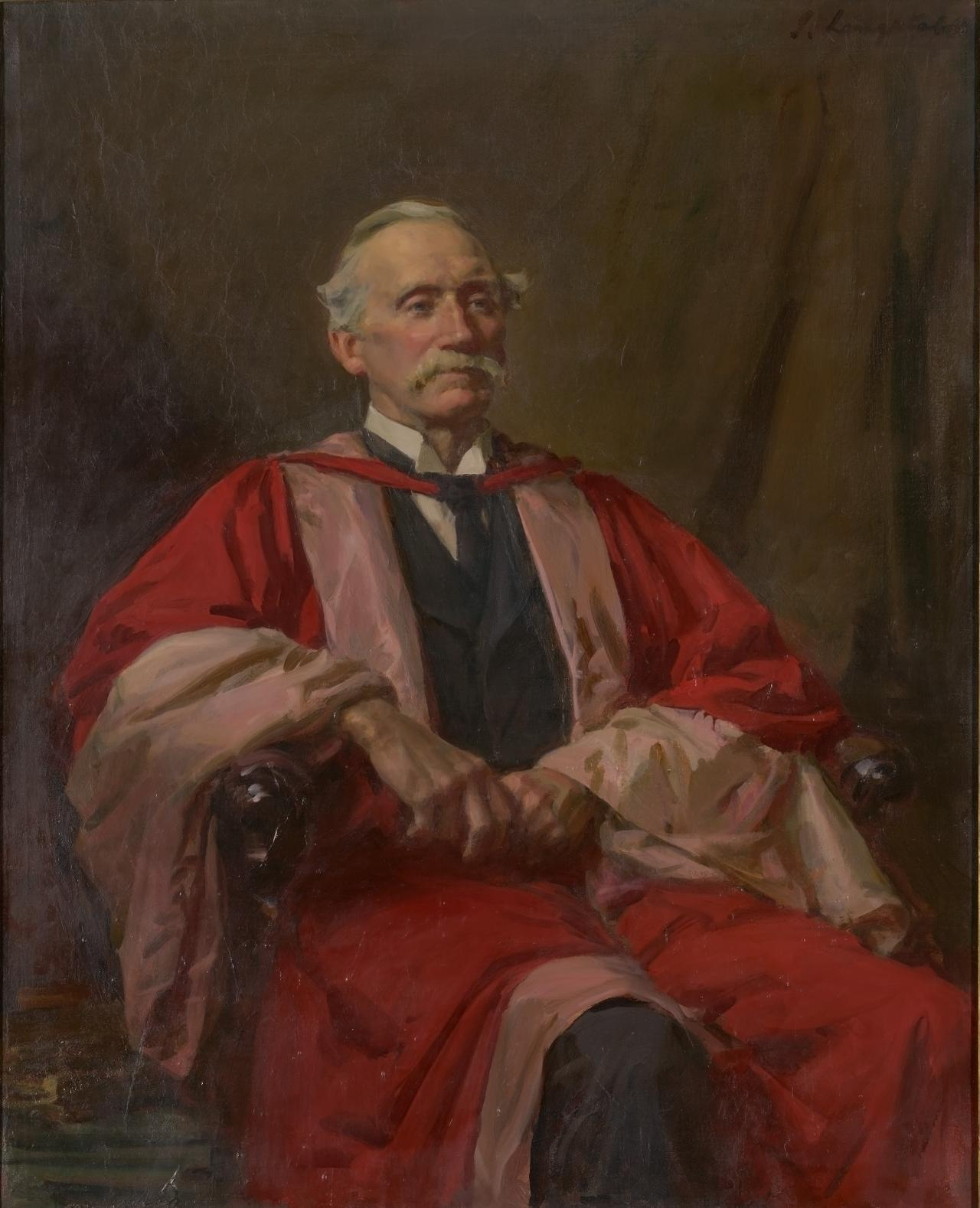
Dr Alexander Leeper von John Longstaff, Gewinner 1928
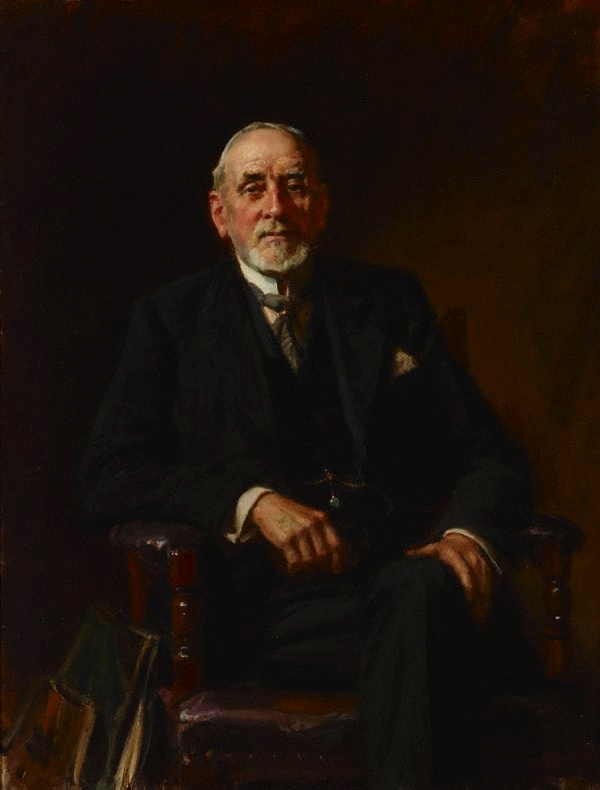
John Sulman, porträtiert von John Longstaff, Gewinner 1931
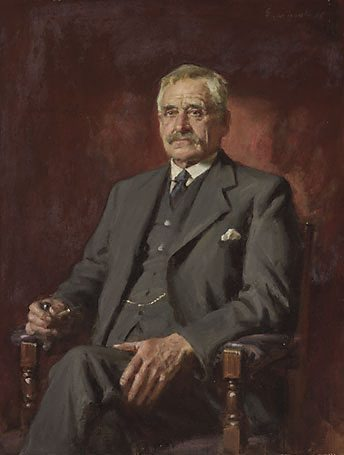
Banjo Paterson, porträtiert von John Longstaff, Gewinner 1935
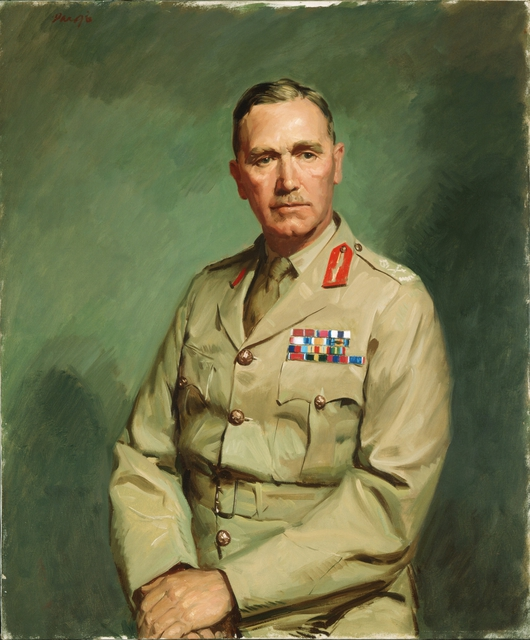
The hon. Edmund Herring, Porträt von William Dargie, Gewinner 1945
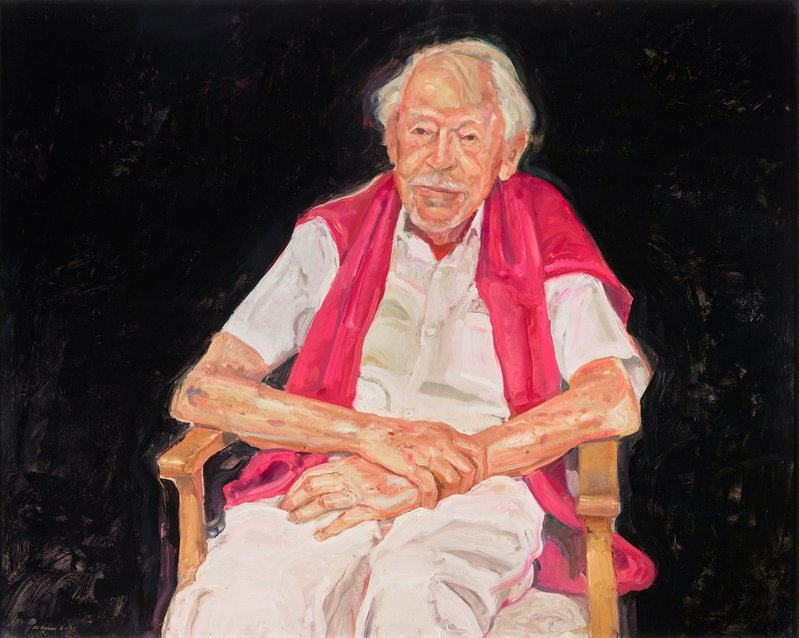
Guy Warren, Porträt von Peter Wegner, Gewinner 2021

## Belege
1. ↑  Pressebericht zum 100-jährigen Jubiläum, Sydney Herald Tribune, 2021 (engl.)
2. ↑  Archibald prize 2020: Vincent Namatjira named winner for portrait of Adam Goodes, theguardian.com, erschienen und abgerufen am 25. September 2020.
3. ↑  Sam Gaskin: Who Won Australia's 2021 Archibald Prize for Portraiture? In: ocula.com. 4. Juni 2021, abgerufen am 4. Juni 2021.
4. ↑  Dee Jefferson: Archibald Prize won by Blak Douglas for portrait of artist Karla Dickens, the second time an Indigenous artist has won. In: Australian Broadcasting Corporation vom 13. Mai 2022.
5. ↑  Kelly Burke: Archibald prize 2023: Julia Gutman wins $100,000 for portrait of Montaigne. In: The Guardian datum=2023-05-05. Abgerufen am 5. Mai 2023.
6. ↑  Laura Jones wins the Archibald Prize 2024 for portrait of Tim Winton. In: Art Gallery of New South Wales. 7. Juni 2024, abgerufen am 8. Juni 2024.
7. ↑  Winner Archibald Prize 2025. In: Art Gallery of New South Wales. 9. Mai 2025, abgerufen am 9. Mai 2025.